# Monument à Francis Garnier

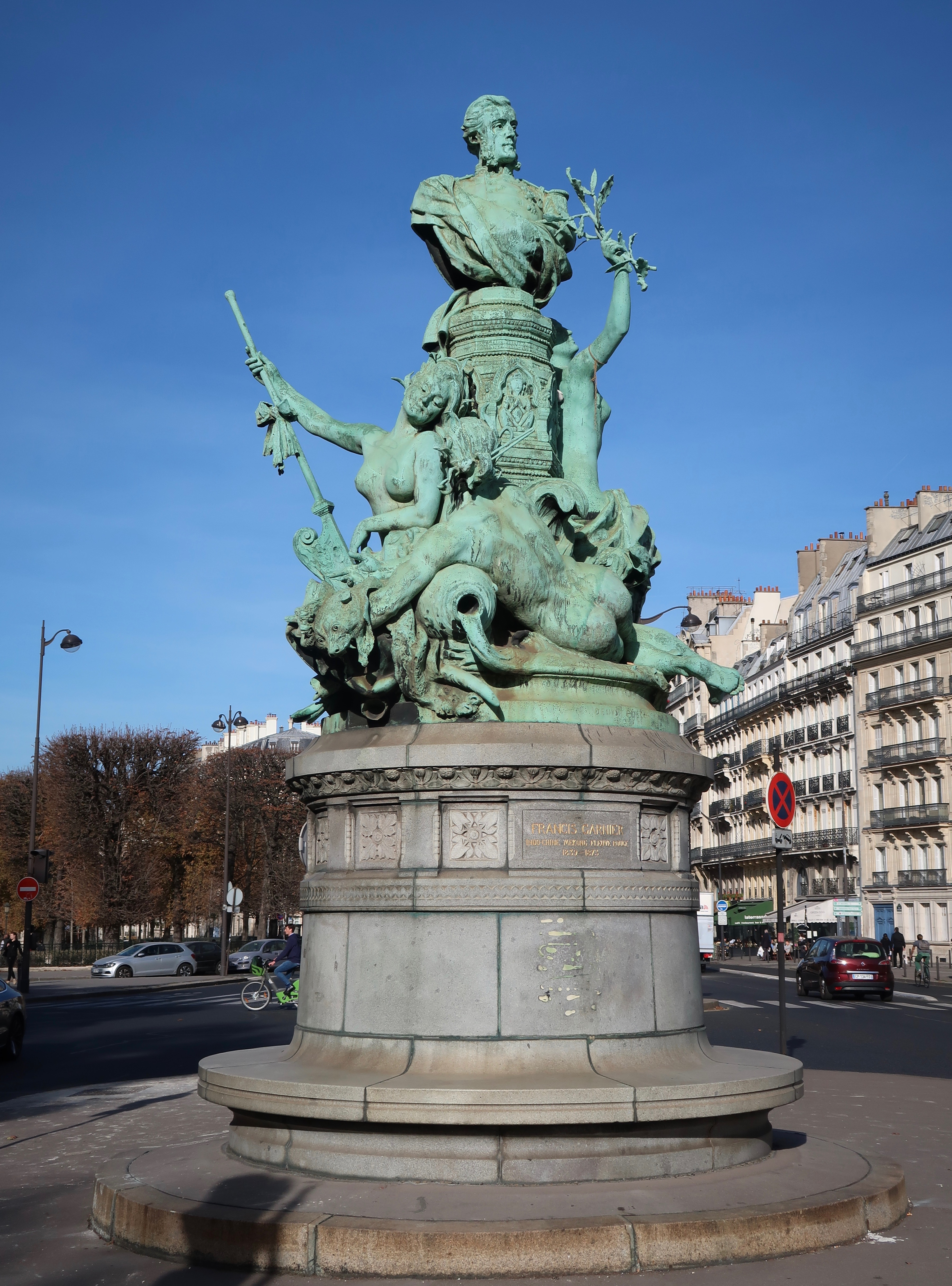
Monument à Francis Garnier.

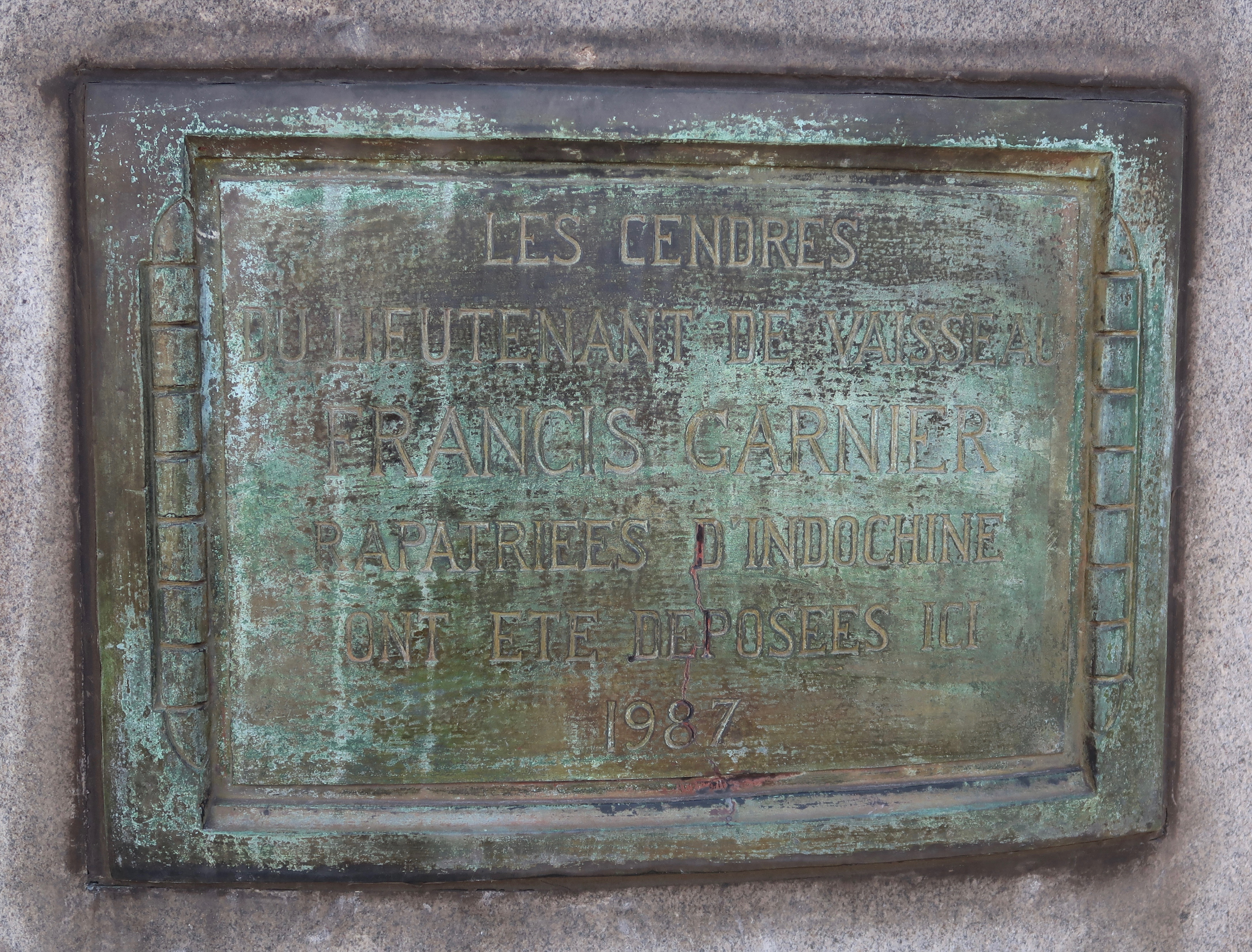
Plaque au dos du monument.

Le monument à Francis Garnier est un monument parisien, sculpté par Denys Puech en 1898, fondu par Thiébaut Frères et dédié à Francis Garnier.

## Emplacement
Il est situé sur la place Camille-Jullian, au carrefour du boulevard Saint-Michel et de l'avenue de l'Observatoire, dans le 6e arrondissement de Paris.

## Description
Il est donc dédié à Francis Garnier (1839-1873), officier de marine et explorateur français. La dépouille de Garnier ayant été retrouvée et incinérée en 1983 à Saïgon, les cendres ont été enchâssées dans le socle du monument le 23 avril 1987, lors d'une cérémonie officielle. Sur le socle, une inscription porte le nom de Garnier, les dates de naissance et de décès, ainsi que trois lieux rappelant la carrière de Garnier :
- INDO-CHINE, où il fit toute sa carrière ;
- MEKONG, fleuve dont il dirigea l'exploration (il en était le commandant en second, puis principal à la mort de Doudart de Lagrée) ;
- FLEUVE ROUGE, fleuve du Yunnan également exploré par Garnier (qui trouva la mort dans son delta).